# Río Nahualate
El río Nahualate es un corto río costero del suroccidente de Guatemala con una longitud de 130 km. Nace en la sierra Madre, cerca de Santa Catarina Ixtahuacán y Nahualá (Sololá) y discurre en dirección del sur, atravesando los departamentos de Sololá, Suchitepéquez y Escuintla para desembocar en el océano Pacífico. La cuenca del Nahualate tiene una superficie de 1941 km².